# Roccaverano
Roccaverano – miejscowość i gmina we Włoszech, w regionie Piemont, w prowincji Asti.
Według danych na styczeń 2009 gminę zamieszkiwało 465 osób przy gęstości zaludnienia 15,6 os./1 km².